# Mosè (film 1909)
Mosè (The Life of Moses) è un film muto del 1909 diretto da J. Stuart Blackton (in Silent Era appare come regista anche il nome di Charles Kent).

## Produzione
Il film fu prodotto dalla Vitagraph Company of America.

## Distribuzione
Distribuito dalla Vitagraph Company of America in cinque parti, la prima delle quali uscì nelle sale cinematografiche statunitensi il 4 dicembre 1909. La seconda, con il titolo Forty Years in the Land of Midian, uscì il 4 gennaio 1910; la terza, The Plagues of Egypt and the Deliverance of the Hebrew, il 25 gennaio 1910; la quarta, The Victory of Israel, il 12 febbraio 1910; la quinta, The Promised Land, il 19 febbraio 1910.
In Italia venne distribuito nel 1915.